# Alexander Corryn
Alexander Corryn (Gent, 3 januari 1994) is een Belgisch voetballer die voornamelijk als verdediger speelt. Corryn staat sinds de zomer van 2022 onder contract bij SK Beveren. Hij is daarnaast een Belgisch voormalig jeugdinternational.

## Carrière

### Lokeren
Corryn begon met voetballen bij SV Zaffelare waar hij in 2005 werd weggeplukt door Sporting Lokeren. Hij doorliep er de jeugdreeksen en kwam in het seizoen 2011/12 een in eerste keer in beeld in het eerste elftal. Zijn debuut in het eerste elftal van Lokeren maakte hij op 5 mei 2012 in de laatste wedstrijd van de play-offs tegen SV Zulte Waregem, hij mocht er in de basis starten. Op 31 oktober 2012 mocht hij in de laatste minuut van de wedstrijd invallen tegen Waasland Beveren voor Ayanda Patosi.

### KV Mechelen
Corryn werd in 2015 weggeplukt door reeksgenoot KV Mechelen. In de seizoenen 2016/17 en 2017/18 werd hij uitgeleend aan Royal Antwerp FC waarna hij terugkeerde nadat de club gezakt was uit de hoogste afdeling. Dat seizoen werd een topseizoen waarin kampioen gespeeld werd in Eerste Klasse B waardoor Mechelen na één seizoen dus al terugkeerde naar het hoogste niveau. Daarnaast werd ook de Beker van België gewonnen.

### Cercle Brugge
Na één seizoen bij Mechelen in de hoogste afdeling gespeeld te hebben vertrok Corryn in de zomer van 2020 naar eersteklasser Cercle Brugge. Hij tekende er een contract voor twee seizoenen.

## Statistieken
| Seizoen         | Club             | Land            | Competitie         | Competitie | Competitie | Play-offs | Play-offs | Beker | Beker | Europa | Europa | Supercup | Supercup | Totaal | Totaal |
| Seizoen         | Club             | Land            | Competitie         | Wed.       | Dlp.       | Wed.      | Dlp.      | Wed.  | Dlp.  | Wed.   | Dlp.   | Wed.     | Dlp.     | Wed.   | Dlp.   |
| --------------- | ---------------- | --------------- | ------------------ | ---------- | ---------- | --------- | --------- | ----- | ----- | ------ | ------ | -------- | -------- | ------ | ------ |
| 2011-12         | Sporting Lokeren | Vlag van België | Jupiler Pro League | 0          | 0          | 1         | 0         | 0     | 0     | 0      | 0      | —        | —        | 1      | 0      |
| 2012-13         | Sporting Lokeren | Vlag van België | Jupiler Pro League | 10         | 0          | 0         | 0         | 1     | 0     | 0      | 0      | —        | —        | 11     | 0      |
| 2013-14         | Sporting Lokeren | Vlag van België | Jupiler Pro League | 7          | 0          | 1         | 0         | 0     | 0     | 0      | 0      | —        | —        | 8      | 0      |
| 2014-15         | Sporting Lokeren | Vlag van België | Jupiler Pro League | 3          | 0          | 0         | 0         | 1     | 0     | 1      | 0      | —        | —        | 5      | 0      |
| 2015-16         | KV Mechelen      | Vlag van België | Jupiler Pro League | 1          | 0          | 0         | 0         | 0     | 0     | —      | —      | —        | —        | 1      | 0      |
| 2016-17         | → Antwerp FC     | Vlag van België | Proximus League    | 20         | 1          | 0         | 0         | 2     | 0     | —      | —      | —        | —        | 22     | 1      |
| 2017-18         | → Antwerp FC     | Vlag van België | Jupiler Pro League | 18         | 0          | 0         | 0         | 2     | 0     | —      | —      | —        | —        | 20     | 0      |
| 2018-19         | KV Mechelen      | Vlag van België | Proximus League    | 10         | 0          | 2         | 0         | 3     | 0     | —      | —      | —        | —        | 15     | 0      |
| 2019-20         | KV Mechelen      | Vlag van België | Eerste klasse A    | 23         | 0          | 0         | 0         | —     | —     | —      | —      | 1        | 0        | 24     | 0      |
| 2020-21         | Cercle Brugge    | Vlag van België | Eerste klasse A    | 16         | 0          | 0         | 0         | 2     | 0     | —      | —      | —        | —        | 18     | 0      |
| 2021-22         | Cercle Brugge    | Vlag van België | Eerste klasse A    | 9          | 0          | 0         | 0         | 0     | 0     | —      | —      | —        | —        | 9      | 0      |
| Carrière totaal | Carrière totaal  | Carrière totaal | Carrière totaal    | 117        | 1          | 4         | 0         | 11    | 0     | 1      | 0      | 1        | 0        | 134    | 1      |

## Palmares
| Competitie               | Aantal           | Jaren            |                  |                  |
| Royal Antwerp FC         | Royal Antwerp FC | Royal Antwerp FC | Royal Antwerp FC | Royal Antwerp FC |
| ------------------------ | ---------------- | ---------------- | ---------------- | ---------------- |
| Nationaal                |                  |                  |                  |                  |
| Kampioen Eerste Klasse B | 1x               | 2016/2017        |                  |                  |

| Competitie               | Aantal      | Jaren       |             |             |
| KV Mechelen              | KV Mechelen | KV Mechelen | KV Mechelen | KV Mechelen |
| ------------------------ | ----------- | ----------- | ----------- | ----------- |
| Nationaal                |             |             |             |             |
| Kampioen Eerste Klasse B | 1x          | 2018/2019   |             |             |
| Beker van België         | 1x          | 2019        |             |             |